# Liên hoan phim Cannes 2006
Liên hoan phim Cannes lần thứ 59 diễn ra từ ngày 17 tới 28 tháng 5 năm 2006. Có 20 bộ phim từ 11 quốc gia tham gia tranh giải Cành cọ vàng. Trưởng ban giám khảo liên hoan là ông Vương Gia Vệ, đạo diễn người Trung Quốc đầu tiên từng đảm nhiệm chức vụ này.
Đạo diễn người Anh Ken Loach đã giật giải Cành cọ vàng với bộ phim The Wind That Shakes the Barley. Những người chiến thắng khác tại liên hoan gồm có Pedro Almodóvar (Kịch bản xuất sắc nhất cho phim Volver) và Alejandro González Iñárritu (Đạo diễn xuất sắc nhất cho phim Babel). Đây cũng là lần đầu tiên sau ba năm không có một bộ phim, nam/nữ diễn viên hay nhà làm phim nào của Mỹ thắng giải tại Cannes.
Liên hoan phim khai mạc với buổi chiếu ra mắt tác phẩm Mật mã Da Vinci dựa trên tiểu thuyết của Dan Brown. Transylvania của Tony Gatlif là tác phẩm chiếu bế mạc liên hoan. Paris, je t'aime chiếu khai mạc ở hạng mục Un Certain Regard.

## Giám khảo

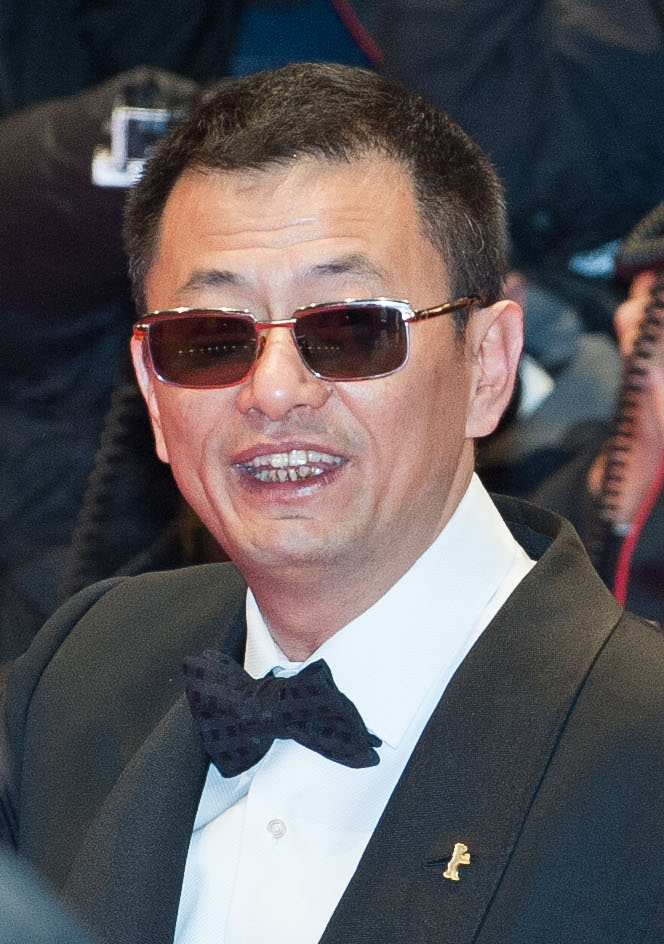
Vương Gia Vệ, Trưởng ban giám khảo năm 2006

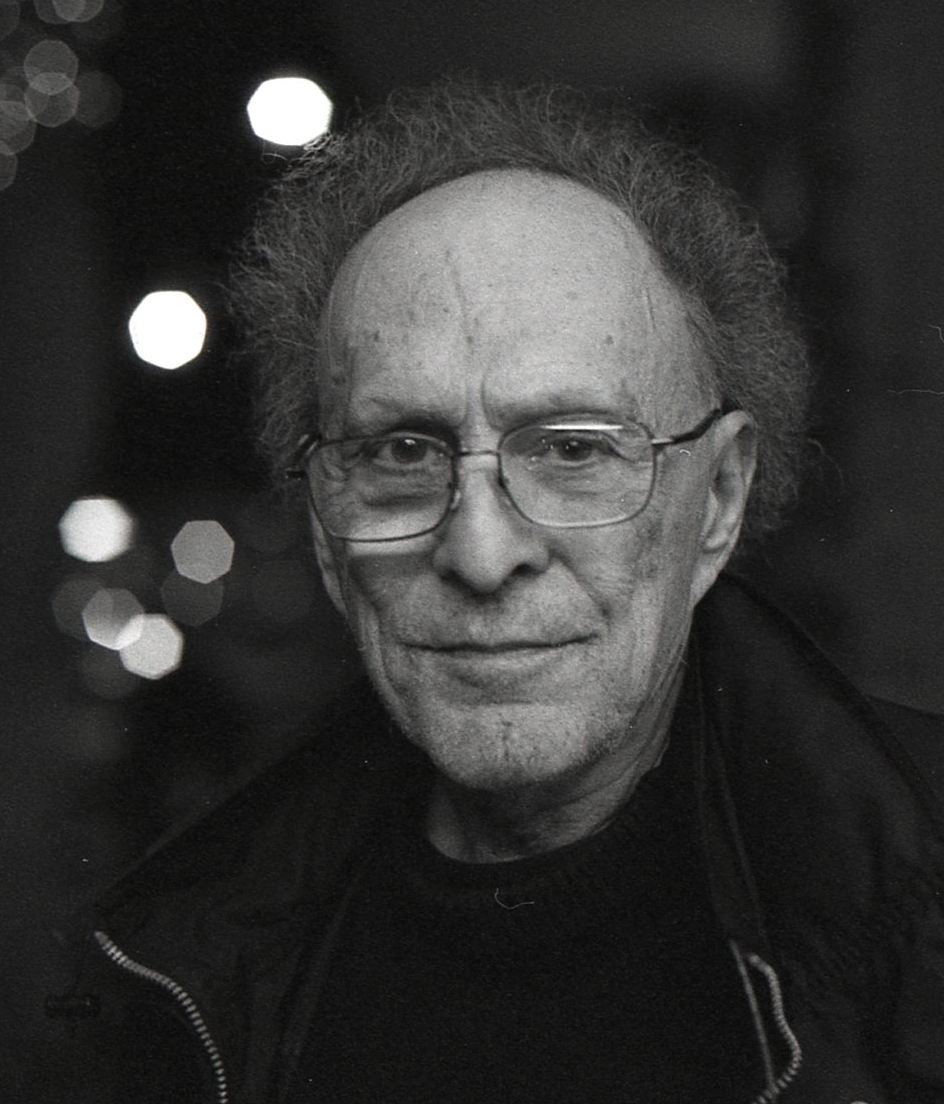
Monte Hellman, Trưởng ban giám khảo hạng mục Un Certain Regard

### Tranh cử chính
Dưới đây là những nhân vật được bổ nhiệm vào ban giam khảo phần tranh cử chính của liên hoan phim năm 2006:
- Vương Gia Vệ (Hồng Kông) – Trưởng ban giám khảo
- Helena Bonham Carter (Liên hiệp Anh)
- Monica Bellucci (Ý)
- Samuel L. Jackson (Mỹ)
- Patrice Leconte (Pháp)
- Lucrecia Martel (Argentina)
- Tim Roth (Liên hiệp Anh)
- Elia Suleiman (Palestine)
- Chương Tử Di (Trung Quốc)

### Un Certain Regard
Dưới đây là những nhân vật được bổ nhiệm vào ban giám khảo hạng mục Un Certain Regard năm 2006:
- Monte Hellman (đạo diễn) (Mỹ) Trưởng ban giám khảo
- Jean-Pierre Lavoignat (nhà phê bình) (Pháp)
- Lars-Olav Beier (nhà phê bình) (Đức)
- Laura Winters (nhà phê bình) (Mỹ)
- Marjane Satrapi (tác giả) (Iran)
- Maurizio Cabonat (nhà phê bình) (Ý)

### Cinéfondation và phim ngắn
Dưới đây là những nhân vật được bổ nhiệm vào ban giám khảo của hạng mục Cinéfondation và phim ngắn:
- Andrei Konchalovsky (đạo diễn) (Nga) Trưởng ban giám khảo
- Daniel Brühl (nam diễn viên) (Đức)
- Sandrine Bonnaire (nữ diễn viên) (Pháp)
- Souleymane Cissé (đạo diễn) (Mali)
- Tim Burton (đạo diễn) (Mỹ)
- Zbigniew Preisner (nhà soạn nhạc) (Ba Lan)

### Máy quay vàng
Dưới đây là những nhân vật được bổ nhiệm làm giám khảo của Máy quay vàng 2006:
- Luc và Jean-Pierre Dardenne (đạo diễn) (Bỉ) Trưởng ban giám khảo
- Alain Riou (nhà phê bình) (Pháp)
- Frédéric Maire (chủ tịch của Liên hoan Locarno) (Thụy Sĩ)
- Jean-Paul Salomé (đạo diễn) (Pháp)
- Jean-Louis Vialard (nhà quay phim) (Pháp)
- Jean-Pierre Neyrac (kĩ thuật viên) (Pháp)
- Luiz Carlos Merten (nhà phê bình) (Brazil)
- Natacha Laurent (giám đốc cinémathèque của Toulouse) (Pháp)

## Danh sách phim tranh giải

### Tranh cử chính (Cành cọ vàng)
Dưới đây là những bộ phim điện ảnh tranh giải Cành cọ vàng: Người và phim chiến thắng Cành cọ vàng được in nổi.
| Tựa tiếng Anh                   | Tựa gốc                         | Đạo diễn                    | Quốc gia               |
| ------------------------------- | ------------------------------- | --------------------------- | ---------------------- |
| Babel                           | Babel                           | Alejandro González Iñárritu | Mexico                 |
| The Caiman                      | Il caimano                      | Nanni Moretti               | Ý                      |
| Charlie Says                    | Selon Charlie                   | Nicole Garcia               | Pháp                   |
| Chronicle of an Escape          | Crónica de una fuga             | Israel Adrián Caetano       | Argentina              |
| Climates                        | İklimler                        | Nuri Bilge Ceylan           | Thổ Nhĩ Kỳ             |
| Colossal Youth                  | Juventude em Marcha             | Pedro Costa                 | Bồ Đào Nha             |
| Days of Glory                   | Indigènes                       | Rachid Bouchareb            | Morocco, Pháp          |
| The Family Friend               | L'amico di famiglia             | Paolo Sorrentino            | Ý                      |
| Fast Food Nation                | Fast Food Nation                | Richard Linklater           | Mỹ                     |
| Flanders                        | Flandres                        | Bruno Dumont                | Pháp                   |
| Lights In The Dusk              | Laitakaupungin valot            | Aki Kaurismäki              | Đức, Phần Lan          |
| Marie Antoinette                | Marie Antoinette                | Sofia Coppola               | Mỹ, Pháp               |
| Pan's Labyrinth                 | El laberinto del fauno          | Guillermo del Toro          | Mexico                 |
| Red Road                        | Red Road                        | Andrea Arnold               | Liên hiệp Anh          |
| The Right of the Weakest        | La Raison du plus faible        | Lucas Belvaux               | Bỉ, Pháp               |
| Southland Tales                 | Southland Tales                 | Richard Kelly               | Mỹ                     |
| Summer Palace                   | 頤和園                          | Lâu Diệp                    | Trung Quốc             |
| Volver                          | Volver                          | Pedro Almodóvar             | Tây Ban Nha            |
| When I Was a Singer             | Quand j'étais chanteur          | Xavier Giannoli             | Pháp                   |
| The Wind That Shakes the Barley | The Wind That Shakes the Barley | Ken Loach                   | Ireland, Liên hiệp Anh |

### Un Certain Regard
Dưới đây là các bộ phim được lựa chọn tranh cử Un Certain Regard:
- 2:37 của Murali K. Thalluri
- 977 của Nikolay Khomeriki
- Bled Number One của Rabah Ameur-Zaïmeche
- French California (La Californie) của Jacques Fieschi
- Giang thành hạ nhất của Vương Siêu
- Murderers (Meurtrières) của Patrick Grandperret
- The Page Turner (La Tourneuse de pages) của Denis Dercourt
- Paraguayan Hammock (Hamaca paraguaya) của Paz Encina
- Paris, je t'aime của Gurinder Chadha, Bruno Podalydès, Gus Van Sant, Anh em nhà Coen, Walter Salles, Daniela Thomas, Christopher Doyle, Isabel Coixet, Suwa Nobuhiro, Sylvain Chomet, Alfonso Cuarón, Olivier Assayas, Oliver Schmitz, Richard LaGravenese, Vincenzo Natali, Wes Craven, Tom Tykwer, Gérard Depardieu, Frédéric Auburtin, Alexander Payne
- Re-cycle (Gwaï wik) của Oxide Pang & Danny Pang
- Retrieval (Z odzysku) của Sławomir Fabicki
- Salvador của Manuel Huerga
- A Scanner Darkly của Richard Linklater
- Serambi của Garin Nugroho, Tonny Trimarsanto, Viva Westi, Lianto Luseno
- Suburban Mayhem của Paul Goldman
- Taxidermia của György Pálfi
- Ten Canoes của Rolf de Heer
- To Get to Heaven, First You Have to Die (Bihisht faqat baroi murdagon) của Jamshed Usmonov
- The Unforgiven (Yongseobadji mothan ja) của Yoon Jong-bin
- Uro của Stefan Faldbakken
- The Violin (El violin) của Francisco Vargas
- The Way I Spent the End of the World (Cum mi-am petrecut sfârşitul lumii) của Cătălin Mitulescu
- The Wedding Director (Il regista di matrimoni) của Marco Bellocchio
- You Am I của Kristijonas Vildziunas

### Phim không tranh giải
Dưới đây là những bộ phim được trình chiếu song không tranh giải:
- An Inconvenient Truth của Davis Guggenheim
- Avida của Benoît Delépine
- Bamako của Abderrahmane Sissako
- Boffo! Tinseltown's Bombs and Blockbusters của Bill Couturié
- The Boy on the Galloping Horse (Chlopiec na galopujacym koniu) của Adam Guziński
- Clerks II của Kevin Smith
- A Curtain Raiser (Un lever de rideau) của François Ozon
- Mật mã Da Vinci của Ron Howard
- El-banate dol của Tahani Rached
- Xã hội đen 2 của Đỗ Kỳ Phong
- Halim của Sherif Arafa
- The House Is Burning của Holger Ernst
- I Only Wanted to Live (Volevo solo vivere) của Mimmo Calopresti
- Ici Najac, à vous la terre của Jean-Henri Meunier
- Nouvelle chance của Anne Fontaine
- Over the Hedge của Tim Johnson, Karey Kirkpatrick
- Requiem for Billy the Kid của Anne Feinsilber
- Room 666 (Chambre 666) của Wim Wenders
- Les signes của Eugène Green
- Shortbus của John Cameron Mitchell
- SIDA của Gaspar Noé
- Ngụy ty của Tô Chiếu Bân
- Sketches of Frank Gehry của Sydney Pollack
- Stanley's Girlfriend của Monte Hellman
- Transylvania của Tony Gatlif
- United 93 của Paul Greengrass
- The Water Diary của Jane Campion
- X-Men: The Last Stand của Brett Ratner
- Zidane: A 21st Century Portrait (Zidane, un portrait du 21e siècle) của Philippe Parreno và Douglas Gordon

### Cinéfondation
Dưới đây là những phim ngắn được lựa chọn tranh giải Cinéfondation:
- Doorman của Etienne Kallos
- Een ingewikkeld verhaal, eenvoudig verteld của Jaap van Heusden
- Elastinen parturi của Milla Nybondas
- Emile's Girlfriend (Ha'chavera shell Emile) của Nadav Lapid
- Even Kids Started Small của Yaniv Berman
- Firn của Axel Koenzen
- Ge & Zeta của Gustavo Riet
- Une goutte d'eau của Deniz Gamze Ergüven
- Graceland của Anocha Suwichakornpong
- Hunde của Matthias Huser
- Jaba của Andreas Bolm
- Justiça ao insulto của Bruno Jorge
- Mother của Siân Heder
- Mr. Schwartz, Mr. Hazen & Mr. Horlocker của Stefan Mueller
- Snow của Dustin Feneley
- Tetris của Anirban Datta
- Le virus của Ágnes Kocsis

### Phim ngắn
Dưới đây là những phim ngắn tranh giải Cành cọ vàng cho phim ngắn:
- Banquise của Cédric Louis, Claude Barras
- Conte de quartier của Florence Miailhe
- Film noir của Osbert Parker
- Nature's Way của Jane Shearer
- O monstro của Eduardo Valente
- Ongeriewe của Robin Kleinsmidt
- Poyraz của Belma Bas
- Primera nieve của Pablo Aguero
- Sexy Thing của Denie Pentecost
- Sniffer của Bobbie Peers

### Cannes Classics
Hạng mục Cannes Classics ghi dấu di sản điện ảnh, những bộ phim được tái khám phá, phục chế và bản chiếu rạp, truyền hình hoặc DVD của những bộ phim vĩ đại trong quá khứ.
Tribute
- India Song của Marguerite Duras (1975)
- Sergei Eisenstein
  - Hommage A Sergei Eisensten (02:17)
  - Bezhin Meadow (Bejin lug) của Sergei Eisenstein (phim ngắn 1936)
- Alejandro Jodorowsky
  - The Holy Mountain (1973)
  - El Topo (1970)
- Carol Reed
  - A Kid for Two Farthings (1955)
  - The Fallen Idol (1948)
  - Odd Man Out (1947)
  - The Way Ahead (1944)
- Seance John Ford / John Wayne (03:22)
- Norman McLaren
  - Programme McLaren (01:30)
  - Norman McLaren's Opening Speech với Arthur Lipset (phim ngắn 1961)
  - Begone Dull Care (phim ngắn 1949) với Evelyn Lambart
  - Blinkity Blank (phim ngắn 1955)
  - A Chairy Tale (phim ngắn 1957) với Claude Jutra
  - Hen Hop (phim ngắn 1942)
  - Lines horizontal (phim ngắn 1962) với Evelyn Lambart
  - Mail Early (phim ngắn 1941)
  - Le merle (phim ngắn 1958)
  - Neighbours (phim ngắn 1952)
  - Pas de deux (phim ngắn 1968)
  - La poulette grise (phim ngắn 1947)
  - Stars and Stripes (phim ngắn 1940)
  - Synchromy (phim ngắn 1971)

Phim tài liệu về điện ảnh
- Il était une fois...Rome ville ouverte của Marie Genin, Serge July
- John Ford / John Wayne: The Filmmaker and the Legend của Sam Pollard
- Marcello, una vita dolce của Annarosa Morri, Mario Canale

Phim phục chế
- The 14 Amazons (Thập tứ nữ anh hào, 十四女英豪) của Khang Ái Đức (1972)
- Blast of Silence của Allen Baron (1961)
- Cabiria của Giovanni Pastrone (1914)
- Estate Violenta của Valerio Zurlini (1959)
- The Hussy (La Drolesse) của Jacques Doillon (1978)
- Harvest: 3,000 Years (Mirt Sost Shi Amit) của Haile Gerima (1975)
- The Last Adventure (Les Aventuriers) của Robert Enrico (1967)
- Monte Cristo của Henri Fescourt (1929)
- Le mystère de la tour Eiffel của Julien Duvivier (1927)
- Nausicaa của Thung lũng gió (Kaze no Tani no Naushika) của Miyazaki Hayao (1984)
- October: Ten Days That Shook the World (Oktyabr) của Sergei Eisenstein, Grigori Aleksandrov (1927)
- Platoon của Oliver Stone (1986)
- Rome, Open City (Roma città aperta) của Roberto Rossellini (1945)
- The Searchers của John Ford (1956)
- La Terra Trema của Luchino Visconti (1948)

## Kết quả

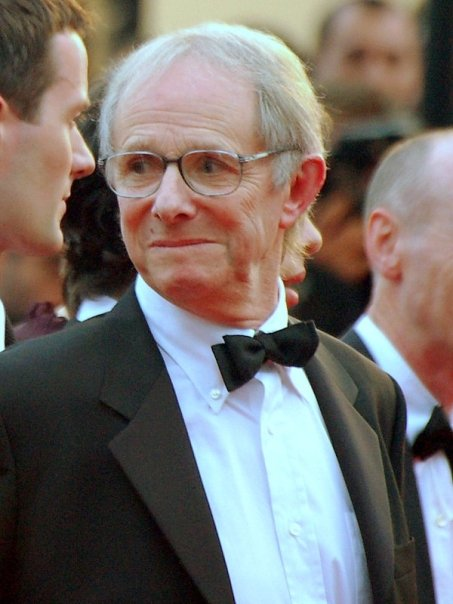
Ken Loach, người chiến thắng Cành cọ vàng tại sự kiện.

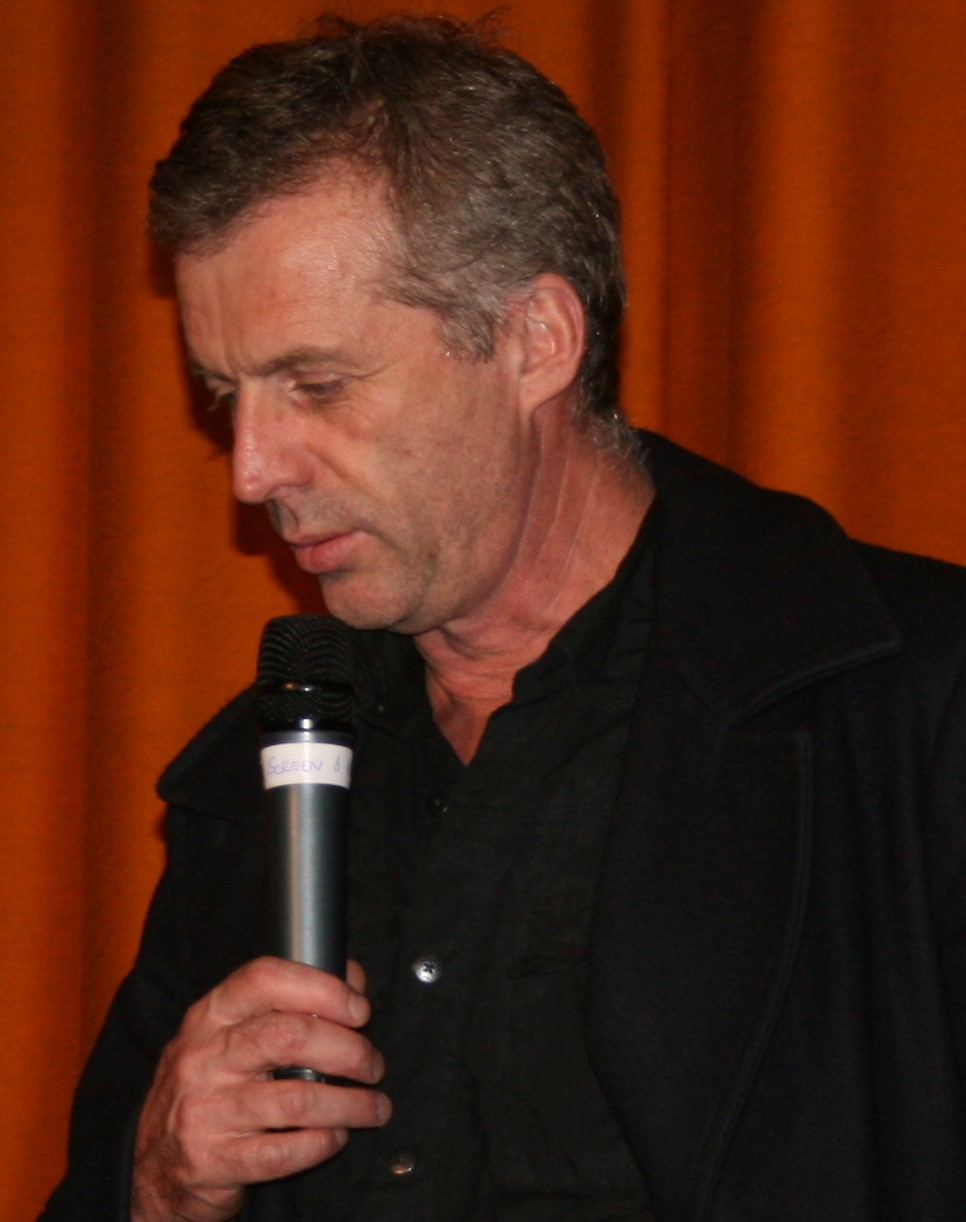
Bruno Dumont, chủ nhân Giải thưởng lớn.

### Giải chính thức
Dưới đây là những bộ phim và nhân vật giành giải chính thức của liên hoan phim Cannes 2006:
- Cành cọ vàng: The Wind That Shakes the Barley của Ken Loach
- Giải thưởng lớn: Flandres của Bruno Dumont
- Đạo diễn xuất sắc nhất: Alejandro González Iñárritu cho phim Babel
- Kịch bản hay nhất: Pedro Almodóvar cho phim Volver
- Nữ diễn viên xuất sắc nhất: Chus Lampreave, Yohana Cobo, Carmen Maura, Lola Dueñas, Blanca Portillo, Penélope Cruz cho các vai diễn của họ trong phim Volver của Pedro Almodóvar
- Nam diễn viên xuất sắc nhất: Jamel Debbouze, Samy Naceri, Sami Bouajila, Roschdy Zem, Bernard Blancan cho các vai diễn của họ trong phim Days of Glory (Indigènes) của Rachid Bouchareb
- Giải của Ban Giám khảo: Red Road của Andrea Arnold

Un Certain Regard
- Prix Un Certain Regard: Giang thành hạ nhật của Vương Siêu
- Giải Un Certain Regard đặc biệt của ban giám khảo: Ten Canoes của Rolf de Heer
- Prix d’interprétation féminine: Dorotheea Petre trong phim The Way I Spent the End of the World (Cum mi-am petrecut sfârşitul lumii)
- Prix d’interprétation masculine: Ángel Tavira trong phim The Violin (El violin)
- Prix du Président du Jury Un Certain Regard: Meurtrières của Patrick Grandperret

Cinéfondation
- Giải nhất: Ge & Zeta của Gustavo Riet
- Giải nhì: Mr. Schwartz, Mr. Hazen & Mr. Horlocker của Stefan Mueller
- Giải ba: Mother của Siân Heder & Le virus của Ágnes Kocsis [hu]

Máy quay vàng
- Giải máy quay vàng: 12:08 East of Bucharest của Corneliu Porumboiu

Phim ngắn
- Giải Cành cọ vàng cho phim ngắn: Sniffer của Bobbie Peers
- Giải của ban giám khảo: Primera nieve của Pablo Aguero
- Trao tặng đặc biệt: Conte de quartier của Florence Miailhe